# Драмска удружења у Србији
Драмска удружења у Србији представљају различите облике струковних и других удружења која окупљају драмске уметнике (глумце, редитеље, драмске писце, драматурге), театрологе, позоришне критичаре, као и друге појединце и организације активне у области позоришне уметности на територији Републике Србије. Ова удружења имају за циљ унапређење и развој драмског стваралаштва, заштиту професионалних права и интереса својих чланова, промоцију позоришне уметности и културе, као и међусобно повезивање и сарадњу актера на позоришној сцени.

## Најзначајнија драмска удружења

### Удружење драмских уметника Србије(УДУС)
Удружење драмских уметника Србије (УДУС) је највеће и најстарије струковно удружење које окупља драмске уметнике (глумце, редитеље, драмске писце, драматурге) и уметничке сараднике (организаторе, инспицијенте, суфлере) у Србији. Основано је 1919. године. УДУС има статус репрезентативног удружења у култури и додељује престижне награде као што су Добричин прстен (за животно дело глумцу), Награда "Милош Жутић" (за глумачко остварење), Награда "Бојан Ступица" (за режију) и Награда "Љубинка Бобић" (за глумачко остварење у комедији). Удружење издаје и позоришне новине "Лудус".

### Удружење драмских писаца Србије(УДПС)
Удружење драмских писаца Србије (УДПС) је струковно удружење које окупља драмске писце из Србије. Основано је 1976. године у Београду. Циљеви удружења укључују афирмацију домаћег драмског стваралаштва, заштиту ауторских права драмских писаца, подстицање писања и извођења домаћих драма, као и међународну сарадњу. УДПС додељује и награде за драмско стваралаштво.

### Удружење позоришних критичара и театролога Србије
Српска секција Међународног удружења позоришних критичара (IATC - International Association of Theatre Critics) делује у Србији и окупља позоришне критичаре и театрологе. Ово удружење ради на унапређењу позоришне критике, организовању стручних скупова и промоцији театролошке мисли.

## Удружења за специфичне позоришне форме

### Удружење за унапређење луткарства Србије (UNIMA Србија)
UNIMA Србија је национални центар Међународне луткарске уније (UNIMA - Union Internationale de la Marionnette), светске организације која окупља појединце и организације заинтересоване за развој луткарске уметности. UNIMA Србија ради на промоцији луткарства, едукацији, организовању фестивала и повезивању са међународном луткарском сценом.

### Савез аматера Србије(Драмски аматеризам)
Савез аматера Србије (САС) је кровна организација која окупља и подржава аматерска позоришта и драмске секције широм Србије. Драмски аматеризам има дугу традицију у Србији и значајну улогу у децентрализацији културе и пружању могућности за бављење позоришном уметношћу широком кругу људи. Савез организује републичке смотре и фестивале аматерских позоришта.

## Друга сродна удружења
Поред наведених, у Србији делују и друга удружења која су посредно или непосредно везана за драмску уметност, као што су:
- Удружења која окупљају сценографе, костимографе и друге позоришне раднике (често у оквиру УЛУПУДС-а или као самосталне секције).
- Удружења која се баве драмском педагогијом и радом са младима.
- Независне позоришне трупе и организације са независне културне сцене које се баве продукцијом драмских представа.

## Значај
Драмска удружења у Србији играју важну улогу у развоју позоришног живота, заштити професионалних стандарда и права уметника, афирмацији стваралаштва, едукацији и повезивању актера на позоришној сцени. Она доприносе очувању позоришне традиције, али и подстицању нових и иновативних приступа у драмској уметности.